# الدوري الإسباني الدرجة الثانية ب 2018–19
الدوري الإسباني الدرجة الثانية بي 2018–19 (بالإسبانية: Segunda División B de España 2018-19)‏ هو الموسم 42 من  الدوري الإسباني الدرجة الثانية بي. أقيم خلال الفترة 25 أغسطس 2018 وحتى 19 مايو 2019، وكان عدد الأندية المشاركة فيه  80، وفاز فيه نادي فوينلابرادا.